# Huracán Fútbol Club (Paso de la Arena)
El Huracán Football Club, popularmente conocido como Huracán del Paso de la Arena, es una institución uruguaya de fútbol, con sede en el barrio de Paso de la Arena, en la ciudad de Montevideo. El club fue fundado en 1954 como Huracán Fútbol Club, y en 1960 pasó a ser oficialmente 
Huracán Football Club, aunque popularmente se lo conoce con el primer nombre.
El club actualmente disputa el campeonato de la Primera División Amateur de Uruguay, tercera categoría del fútbol uruguayo.Su clásico rival es el Liga Taira

## Historia

### Inicios
Fue fundado el 1 de agosto de 1954 por fusión entre dos clubes integrados principalmente por jóvenes estudiantes: el Club Atlético Charrúa y La Esquinita Football Club. El nombre del nuevo equipo fue inspirado por un antiguo club Huracán de principios de siglo XX,[cita requerida] y los colores adoptados para la nueva institución fueron los del Club Nacional de Football, ya que varios de sus fundadores eran socios del club albo.
El club fue fundado en 1954 como Huracán Fútbol Club, y en 1960 se aprobaron sus estatutos y se le otorgó personería jurídica por parte del Ministerio de Educación y Cultura a nombre de Huracán Football Club.
Luego de competir en ligas barriales, el club se afilió a la AUF en 1962, participando desde entonces en categorías de ascenso.

### 1984: Cerca del ascenso a Primera División
En 1983 salió campeón del torneo de Primera "C". Al año siguiente logró uno de sus mejores momentos deportivos, cuando en el torneo de Primera "B" de 1984, llegó a la última fecha en la primera posición, igualado con River Plate. Sin embargo, en el último partido cayó en su casa 4:0 con Liverpool, mientras que River ganó en La Paz frente al Oriental, logrando el ascenso a Primera División el conjunto darsenero.

### Malos resultados y búsqueda de fusión
En el año 1986 descendió a la Primera "C".
Por otra parte, en los primeros años del siglo XXI estuvo fusionado con Villa Teresa y Salus en procura de un gran equipo para la zona oeste de Montevideo, el Alianza Fútbol Club, pero el proyecto fracasó y los tres clubes regresaron a su constitución previa.
En el año 2010 logró el torneo de la Segunda B (tercera categoría) y regresó a la Segunda División Profesional. En ese torneo, Huracán finalizó en 9.ª posición entre 12 participantes. Terminado el certamen, en una asamblea celebrada el 14 de mayo de 2011, se aprobó por unanimidad la fusión con el Club Atlético Torque, originando una nueva institución llamada Huracán Torque. La fusión duró hasta los primeros días de agosto de ese mismo año, por lo que nunca compitió oficialmente con esa denominación. Curiosamente, esa misma temporada Torque logró el título en la Segunda B, por lo que ambos se enfrentaron en la edición 2012-13.

### 2011/12: Otra vez a un paso de la Primera División

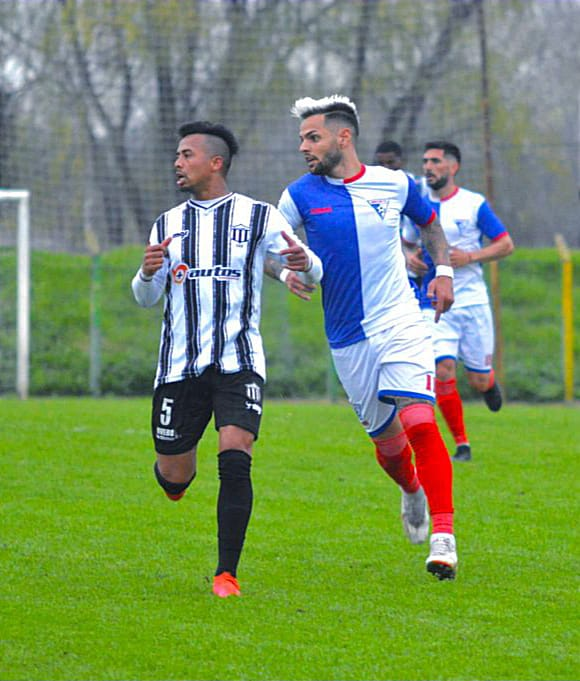
Partido frente a Mar de Fondo, en el Parque Maracaná, por la temporada 2021.

En el Campeonato Uruguayo de Segunda División 2011-12, Huracán se encontró más cerca que nunca de ascender a Primera División: fue derrotado mediante tiros desde el punto penal por el club Progreso, en la definición por el tercer ascenso del 2012.
El gaucho había ganado el primer partido 3-1, pero Huracán lo remontó de visitante en el Paladino; finalmente los penales favorecieron al equipo de La Teja.
Inversamente, en la temporada siguiente Huracán finalizó último, e incluso perdió una instancia definitoria por el descenso ante Villa Teresa, sin embargo aunque previamente estaba definido un descenso deportivo antes de iniciarse el torneo, la Asamblea de Clubes votó una amnistía a Huracán que pudo mantenerse en la divisional.

### Cambios institucionales
En la actualidad el club milita en la Primera División Amateur, y en las últimas temporadas volvió a estar cerca de las posiciones de ascenso. En el año 2014, la Asamblea del Club resolvió escindirse, dejando todos los aspectos deportivos a cargo de una Sociedad Anónima Deportiva, ante la imposibilidad de hacer frente a los gastos de mantener el club en competencia.
Huracán del Paso S.A.D. está afiliada a la Asociación Uruguaya de Fútbol, y lleva adelante al fútbol en todas sus categorías. Tiene un Complejo Deportivo en Camino El Jefe, Montevideo.
El club Social conserva su sede y gimnasio en el Paso de la Arena, y todas las actividades sociales propias del club.

## Símbolos

### Escudo y bandera
Tanto el escudo como la bandera de Huracán se componen predominantemente de blanco y azul, y en menor medida de color rojo, llevando la inscripción "Huracán FC" en este último color.

## Uniforme

### Uniforme titular
Se compone de una camiseta mitad azul y mitad blanca, con detalles en color rojo, pantalón blanco y medias rojas.

### Uniforme alternativo
El uniforme está integrado por una camiseta roja, un pantalón blanco con detalles en rojo y medias rojas

## Jugadores

### Plantilla 2022
- Dorsales Campeonato Primera División Amateur Uruguaya 2022

## Palmarés

### Torneos nacionales
- Segunda División Amateur (3): 1983, 1990, 2009/10
- Primera "D" (1): 1978